# J.C. Schiødte
Jørgen Matthias Christian Schiødte (født 20. april 1815 i København, død 22. april 1884 sammesteds) var en dansk zoolog, far til Erik Schiødte.
Han var søn af forhenværende skibsfører Mons Schiødte, der levede i så trange kår, at sønnen, som skulde have været student, måtte opgive det året før eksamen. Han ernærede sig da ved informationer, hørte forelæsninger i anatomi ved den kirurgiske Akademi og anvendte i øvrigt al sin fritid til studier. På en ekskursion lærte han den 16 år ældre entomolog Christian Drewsen at kende, og gennem ham konferensråd Jonas Collin, der begge — ligesom Henrik Krøyer — kom til at spille en betydelig rolle i hans liv. Ved Collins hjælp lykkedes det ham at udgive sit første store værk (Genera og Species af Danmarks Eleutherata med 25 af Schiødte stukne kobbertavler), der udkom 1841 og vakte betydelig opsigt hos datidens førende entomologer. Schiødte foretrak imidlertid at standse udgivelsen med 1. bind, fordi han indså, at tiden endnu ikke var kommen til værkets fuldendelse, navnlig ikke med hensyn til de tidligere udviklingsstadiers anatomi og biologi. Da særlig disse stadier dog havde den største praktiske betydning for land- og skovbruget, kastede han sig med iver over dette hidtil temmelig forsømte emne, og det lykkedes ham ved det kongelige museum, til hvilket han 1842 var bleven knyttet, at oprette en samling af larver, nymfer og pupper, som senere ved hans elevers hjælp voksede til et omfang, som overgik alt, hvad der tidligere var kendt i den retning. 
1845, medens Schiødte var på en større udenlandsrejse, blev Steenstrup ansat som ordentlig professor i zoologi, en ansættelse, som Schiødte i høj grad misbilligede, dels fordi de videnskabelige naturfilosofiske principper, som Steenstrup hyldede, og som dannede kernen i hele hans arbejdsmetode, stod i den skarpeste modsætning til den indtrængende, eksakte undersøgelse, der karakteriserede Schiødtes videnskabelige færd, dels fordi han fandt, at der ved ansættelsen blev begået en stor uret mod den ældre, allerede berømte kollega, Krøyer. Selv om denne begivenhed ikke straks medførte noget personligt fjendskab imellem Schiødte og Steenstrup, kunde det dog ikke undgås, at den overordnede stilling, i hvilken Steenstrup kom til at stå, navnlig da han 1848 tillige blev direktør for det kongelige naturhistoriske museum, atter og atter måtte give anledning til rivninger. Det blev, da hver stejlt stod på sin ret, til en hård kamp, og den satte stærke spor i det naturvidenskabelige liv i Danmark. Et af de hårdeste slag, der rettedes mod Schiødte, kom, da det lykkedes Steenstrup at få statsunderstøttelsen til Naturhistorisk Tidsskrift frataget Krøyer, thi derved mistede Schiødte så at sige sit eneste publikationssted, indtil han 1861 blev i stand til selv at fortsætte det ansete tidsskrift. Fra 1863 begyndte en lysere tilværelse for Schiødte. Han blev docent i zoologi ved den nye landbohøjskole og opnåede efter en voldsom kamp med Steenstrup at afkaste dennes overherredømme ved sammensmeltningen af de to museer; de blev begge inspektorer, hver ved sin afdeling. 
Schiødtes hovedarbejde er en lang serie af afhandlinger om billernes udviklingshistorie, der under fællestitelen De metamorphosi Eleutheratorum observationes og med 86 kobbertavler publiceredes i "Naturhistorisk Tidsskrifts" 3. række. Det lykkedes ham ikke at udgive dem som et samlet hele; thi han blev angreben af en hård og langvarig sygdom, der endte med døden. Blandt hans talrige andre arbejder, der næsten alle omhandler leddyrenes naturhistorie, må nævnes: Ichneumonidarum ad faunam Daniæ pertinentium genera et species novæ med 5 
tavler (Paris 1839), Specimen faunæ subterraneæ med 4 tavler (1849), Corotoca og Spirachtha med 2 tavler (1856), Krebsdyrenes Sugemund med 7 tavler (1866—75) samt et større antal monografier over forskellige danske billefamilier. Men Schiødtes livsgerning var ikke indskrænket til hans litterære virksomhed og hans museumsarbejde. Han var i ordets bedste betydning en lærer og vejleder for de unge, en faderlig ven for flere af dem. Schiødte blev Ridder af Dannebrog 1860 og Dannebrogsmand 1878. Han er begravet på Assistens Kirkegård.